# نيشان كارلوس الثالث

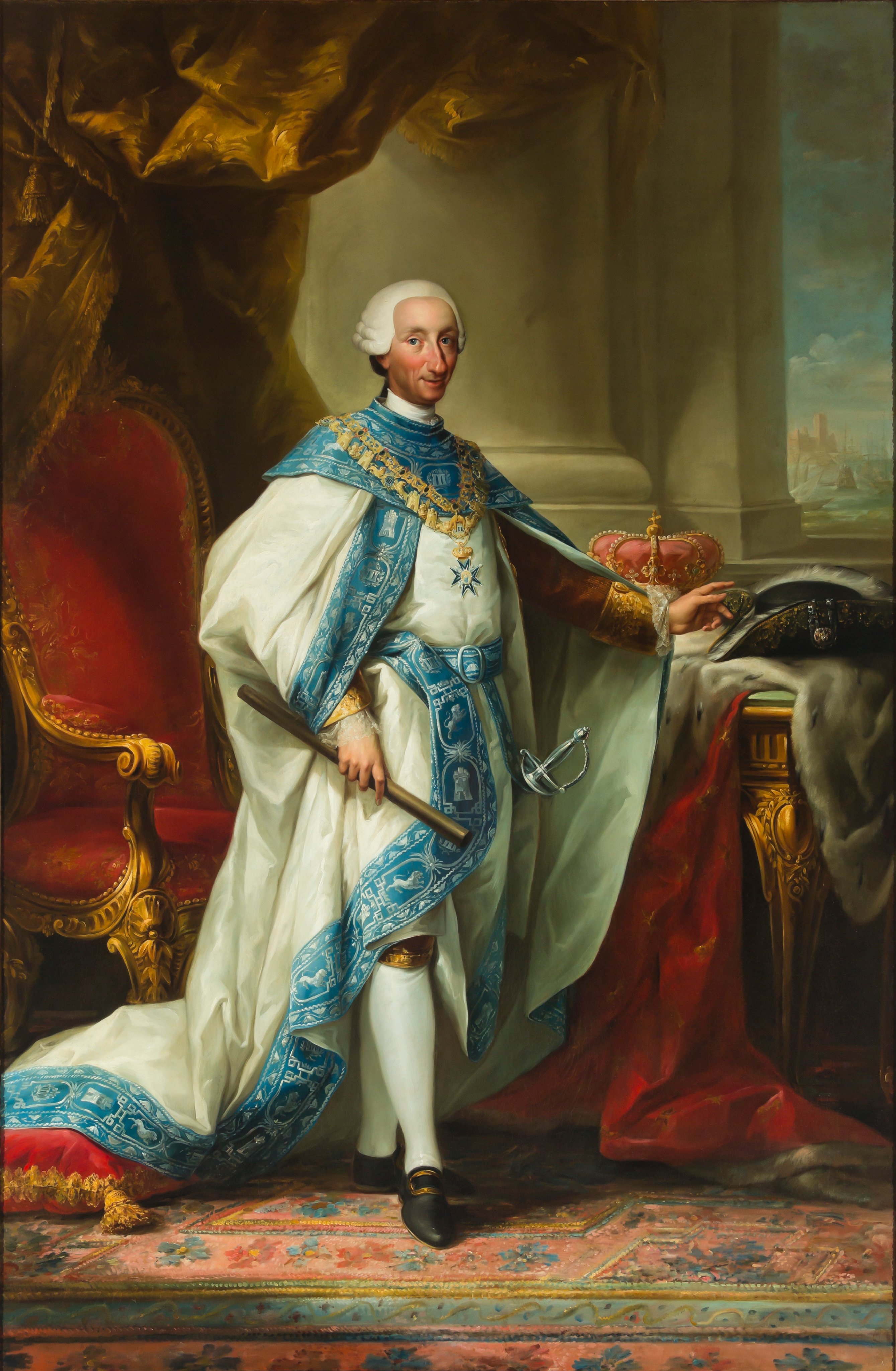
الملك كارلوس الثالث في رداء النظام، أول تصميم استخدم حتى عام 1789.

وسام كارلوس الثالث الملكي والمتميز ، وهو في الأصل وسام كارلوس الثالث الملكي والمتميز ((بالإسبانية: Real y Distinguida Orden Española de Carlos III)‏ ، الأصل (بالإسبانية: Real y Muy Distinguida Orden de Carlos III)‏
أنشأها ملك إسبانيا كارلوس الثالث بموجب المرسوم الملكي الصادر في 19 سبتمبر 1771، تحت شعار Virtuti et mérito . هدفها هو مكافأة الناس على أفعالهم لصالح إسبانيا والتاج. منذ إنشائها، والثانية على وسام الصوف الذهبي، كانت الجائزة المدنية الأكثر تميزًا التي يمكن منحها في إسبانيا، على الرغم من تصنيفها كأمر عسكري.

## تاريخ
تم تحويل الوسام رسميًا إلى وسام مدني في عام 1847. تمت الموافقة على لوائح الوسام الحالية بموجب المرسوم الملكي 1051 لعام 2002. تحدد اللائحة هدف النظام كوسيلة «لمكافأة المواطنين الذين، بجهدهم ومبادرتهم وعملهم، قدموا خدمة مميزة وغير عادية للأمة». السيد الأكبر في الأمر هو ملك إسبانيا،  حاليًا الملك فيليب السادس.
على الرغم من أن المرسوم الملكي للإنشاء كان في سبتمبر 1771، إلا أن كارلوس الثالث لم يعلن عن الأوامر التي ستنظم التمييز حتى 24 أكتوبر. والسبب في ذلك يكمن في أصل الأمر. كان الملك المستقبلي وأمير أستورياس كارلوس الرابع، متزوجًا منذ خمس سنوات بدون ذرية، ولهذا السبب عندما ولد طفله الأول، أراد جده كارلوس الثالث، أن يترك دليلاً على امتنانه لله - الذي أعلنه. صلى إليها أثناء انتظار استمرار السلالة - وعلى وجه التحديد، للسيدة العذراء مريم في دفاعه عن الحبل بلا دنس والتي أعلن نفسه ملكًا متفرغًا لها. مثل ذلك، في التاريخ المحدد، عندما ساعدت زوجة ابن الملك أول علاقة دينية بالطفل بين ذراعيها، أراد الملك نشر قوانين الامتياز، وأطلق على نفسه لقب «سيد النظام العظيم» ومنحه ورثة، طالما كانوا يحملون لقب «ملك إسبانيا»، نفس المعاملة والموقف. على الرغم من وفاة الطفل والعديد من الإخوة بعد فترة وجيزة، حافظ كارلوس الثالث على موافقته، وانخفض عدد الصلبان الممنوحة بشكل كبير في ندم الملك.
تطلبت أوامر الخلق شرطين: أن تكون «جديرة ومحبوبة لسمو». تم إنشاء فئتين: «الصلبان الكبرى» و «المتقاعدون»، وكان الملك تقديريًا بتفويضه، على الرغم من أنها اقتصرت على ستين من السابق ومائتي من الثانية. في عام 1783 تم توسيع الفصول إلى ثلاثة مع فئة «الفرسان الفائقين»، والتي كان مستوى أهميتها بين الفئتين السابقتين. في هذه اللحظة تم تحديد واجبات ومتطلبات الألقاب: كانوا بحاجة إلى «دم نقي ونبيل» حتى أجداد أجدادهم، كما كان ينظمه الكتاب القديم لقوانين إقليم قشتالة والقوانين السارية الأخرى. أولئك الذين حصلوا على الأمر أقسموا على الولاء للملك وعائلته وحماية ممتلكات البيت الملكي، معترفين به على أنه السيد العظيم، يعيشون ويموتون في الإيمان الكاثوليكي، ويقبلون سر الحبل بلا دنس باعتباره بلا منازع، وحضور واستقبال بالتواصل في كتلة على الأقل مرة واحدة في السنة.
اعترف البابا كليمنت الرابع عشر، في 21 فبراير 1772، بالرهبنة من خلال الثور البابوي ومنحها الفوائد الدينية، للرهبنة وكذلك لأعضائها، مما أعطى السيد العظيم كل القدرة على إصدار المراسيم في الأمور الدينية فيما يتعلق بالأعضاء، حتى العفو المسيحي والبركة الرسولية. كانت فوائد أعضاء النظام ذات طبيعة مختلفة، وزادت لاحقًا مع بيوس السادس.
تباينت شارات النظام بمرور الوقت، ولكنها حافظت دائمًا على بعض الميزات الأصلية: شريط من الحرير الأزرق بتصميم أبيض، وصليب من ثماني نقاط مع صورة الحبل بلا دنس، وأسطورة "Virtuti et Merito" والشكل للملك المؤسس.
أصبحت حكومة النظام أكثر وأكثر تعقيدًا، على الرغم من أن الملك وأمين الخزانة كانا في الحقيقة هما من منح الإذن والعقوبات. كان الملك حريصًا بشكل خاص على الاندماج في رهبانية اللاهوتيين للتاج الذين حققوا في ألغاز مريم العذراء، وفي بعض الحالات كان رجال الدين أكبر عددًا من الفرسان والنبلاء الذين تتكون منهم. عُقدت الاجتماعات في كنيسة سان جيل في مدريد مرتين في العام، تزامن أحدهما مع الحبل بلا دنس والآخر مع عيد القديسين. مع كارلوس الرابع ملك إسبانيا، تم إجراء بعض الإصلاحات على الفستان وتوزيع الألوان في الفروق. تسببت حرب الاستقلال الإسبانية في قيام المؤسستين بإسناد سلطة حكومة النظام، مع إعطاء كلا الفروقين: الملك خوسيه الأول والجمعية المركزية العليا نيابة عن فرناندو السابع. في النهاية، ألغى الملك نابليون هذه. تم اعتماد ألوان فرقة النظام من قبل بعض أعضاء الجمعية الأولى للحكومة (بوينس آيرس) للدلالة على انضمامهم إلى الملك فرناندو السابع، وسيأتي لاحقًا لتمثيل الحركة من أجل الاستقلال.

## الصليب الكبير

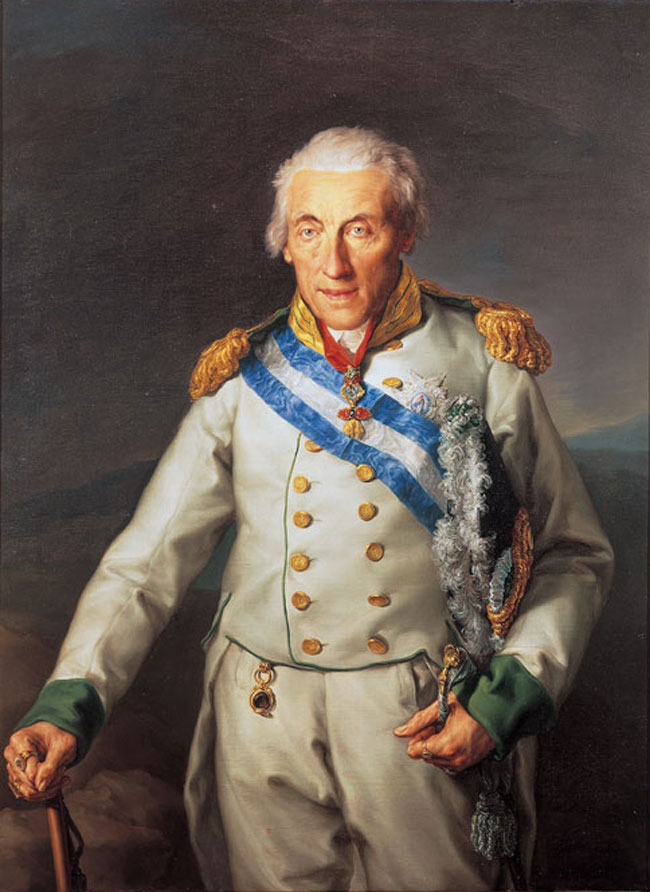
ماكسيميليان من سكسونيا يرتدي الوشاح الأزرق والأبيض والصليب الكبير للوسام بالإضافة إلى الصوف الإسباني

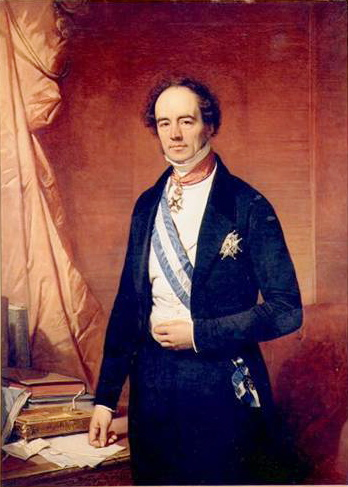
صورة بارتيليمي دي ثيو دي ميلاندت مرتديًا صليبًا كبيرًا ، بما في ذلك الوشاح الأزرق والأبيض من النظام

وسام كارلوس الثالث مخصص لمن أكملوا الخدمة ذات الصلة بإسبانيا، وكانوا رؤساء لمجلس النواب، أو مجلس الشيوخ، أو المحكمة الدستورية لمجلس القضاء الأعلى، أو المحكمة العليا، أو الوزراء، أو غيرهم. كبار المسؤولين بالدولة. الحد الأقصى لعدد الصلبان الكبرى مائة، دون احتساب تلك الممنوحة للوزراء.
يحق لـ Knights Collar و Knights Grand Cross of the Order أن تتم مخاطبتها بأسلوب «الأكثر تميزًا» أمام أسمائهم. يحق للأعضاء الآخرين الحصول على أسلوب The Most Illustrious.

### درجات
تُمنح الطلبات حاليًا في الدرجات التالية:
- ذوي الياقات البيضاء - يقتصر على 25 مواطنًا إسبانيًا (لا يشمل أفراد العائلة المالكة الإسبانية).[5]
- Grand-Cross (Gran-Cruz) - يقتصر على 100 مواطن إسباني (الحد الأقصى لا يشمل وزراء الحكومة).[5]
- قائد العدد (Encomienda de Número) - مقيد بـ 200 مواطن إسباني (الحد لا يشمل وزراء الحكومة).[5]
- قائد، اختيارية Dame's Bow (Encomienda ، Lazo de Dama opcional).[1]
- كروس (كروز).

لا توجد قيود على عدد الأجانب الذين قد يتم تعيينهم في أي من الدرجات.
| شارة |                                      |            |                  |
|      |                                      |            |                  |
| طوق  | الصليب الكبير من ذوي الياقات البيضاء | جراند كروس | القائد حسب الرقم |
|      |                                      |            |                  |
| قائد | قائد </br> اختياري القوس سيدة        | نايت كروس  |                  |

| أشرطة الشريط |            |                  |                     |           |
| طوق          | جراند كروس | القائد حسب الرقم | القائد / قوس السيدة | نايت كروس |

## الموشحون/ات
2008
- سلطان بن عبدالعزيز آل سعود: ولي عهد المملكة العربية السعودية الأسبق.[9][10]

2009
- نيكولا ساركوزي: الرئيس الأسبق للجمهورية الفرنسية.[11]

2010
- إدريس جطو: وزير أول مغربي أسبق.[12]

2022
- أرانشا غونزاليس لايا: وزيرة خارجية إسبانيا سابقأ.[13]

2023
- ليونور: ولية عهد إسبانيا.[14]
- أنطونيو غوتيريش: الأمين العام للأمم المتحدة.[15][16]